# Казаско (Алесандрија)
Казаско (итал. Casasco) је насеље у Италији у округу Алесандрија, региону Пијемонт.
Према процени из 2011. у насељу је живело 51 становника. Насеље се налази на надморској висини од 369 м.

## Становништво
| 1936. | 1951. | 1961. | 1971. | 1981. | 1991. | 2001. | 2011. |
| ----- | ----- | ----- | ----- | ----- | ----- | ----- | ----- |
| 495   | 458   | 359   | 269   | 220   | 171   | 149   | 124   |